# Hollywood (Flórida)
Hollywood é uma cidade localizada no Sul dos Estados Unidos, no estado da Flórida, no condado de Broward. Foi fundada em 18 de fevereiro de 1921 e incorporada em 28 de novembro de 1925. Faz parte da área metropolitana do sul da Flórida.

## Geografia
De acordo com o United States Census Bureau, a cidade tem uma área de 79,5 km², onde 70,9 km² estão cobertos por terra e 8,6 km² por água.

## Demografia
Segundo o censo nacional de 2010, a sua população é de 140 768 habitantes e sua densidade populacional é de 1 985,78 hab/km². É a 12ª cidade mais populosa da Flórida. Possui 71 070 residências, que resulta em uma densidade de 1 002,57 residências/km².

## Geminações
- Herzliya, Distrito de Telavive, Israel
- Baia Mare, Maramureș, Roménia
- Ciudad de la Costa, Canelones, Uruguai [4]
- Cidade da Guatemala, Departamento da Guatemala, Guatemala
- Romorantin-Lanthenay, Loir-et-Cher, França
- Diego Bautista Urbaneja, Anzoátegui, Venezuela [5]
- Higüey, La Altagracia, República Dominicana
- Vlorë, Vlorë, Albânia[6]
- San Salvador, San Salvador, El Salvador[7]